# Sapilaskivi
Sapilaskivi är en klippa i Finland.   Den ligger i den ekonomiska regionen Tammerfors och landskapet Birkaland, i den södra delen av landet, 170 km nordväst om huvudstaden Helsingfors. Sapilaskivi ligger 158 meter över havet.
Terrängen runt Sapilaskivi är huvudsakligen platt. Sapilaskivi ligger uppe på en höjd. Runt Sapilaskivi är det ganska tätbefolkat, med 104 invånare per kvadratkilometer. Närmaste större samhälle är Tammerfors, 15,9 km öster om Sapilaskivi. I omgivningarna runt Sapilaskivi växer i huvudsak blandskog.